# Peter Borre
Peter Borre, född 1716, död 1789, var en dansk affärsidkare. Han var slavhandlare och delägare i företaget Borre & Fenger, som både deltog i danska slavhandeln och ägnade sig åt annan handel med Danska Västindien. 